# Kloster von Sir Bani Yas
Koordinaten: 24° 19′ 24,7″ N, 52° 38′ 12,3″ O
Das Kloster von Sir Bani Yas ist eine archäologische Ausgrabungsstätte in den Vereinigten Arabischen Emiraten und befindet sich auf der vorgelagerten Insel Sir Bani Yas / صير بني ياس / Ṣīr Banī Yās im Persischen Golf. Der Ort markiert den bisher südlichsten Punkt der christlichen vorislamischen Missionierung auf der arabischen Halbinsel und ist zugleich das bisher einzige christliche Kloster in den Vereinigten Arabischen Emiraten dieser Zeitstellung. Es steht offenbar in Verbindung zu einer Gruppe frühchristlicher Kirchen und Klöster an der iranischen Küste des Persischen Golfes. Es könnte auch als Wallfahrtsort gedient haben und liegt im Bereich einer antiken Handelsstraße nach Indien.
Das Inselkloster war die Niederlassung nestorianischer Mönche und bestand nach Angaben der Archäologen vom 6. bis 8. Jahrhundert nach Christus. Die freigelegten Ruinen belegen einen quadratischen Gebäudekomplex von etwa 70 Meter Kantenlänge, in dem auch die Grundmauern der Klosterkirche zu finden sind. Um einen Innenhof am Zugang zur Kirche wurden weitere Gebäudereste dokumentiert.
Die Kirche verfügt über zwei Bauphasen: zunächst wurde eine einschiffige geostete Kirche mit einer Apsis von 14 Metern Länge und 4,5 Metern Breite aufgebaut. In einer späteren Bauphase wurden zwei Seitenschiffe angefügt. Aus dem Bauschutt geborgene Stuck- und Putzreste zeigen kunstvoll verzierte Muster in Kombination mit dem christlichen Kreuz-Motiv.

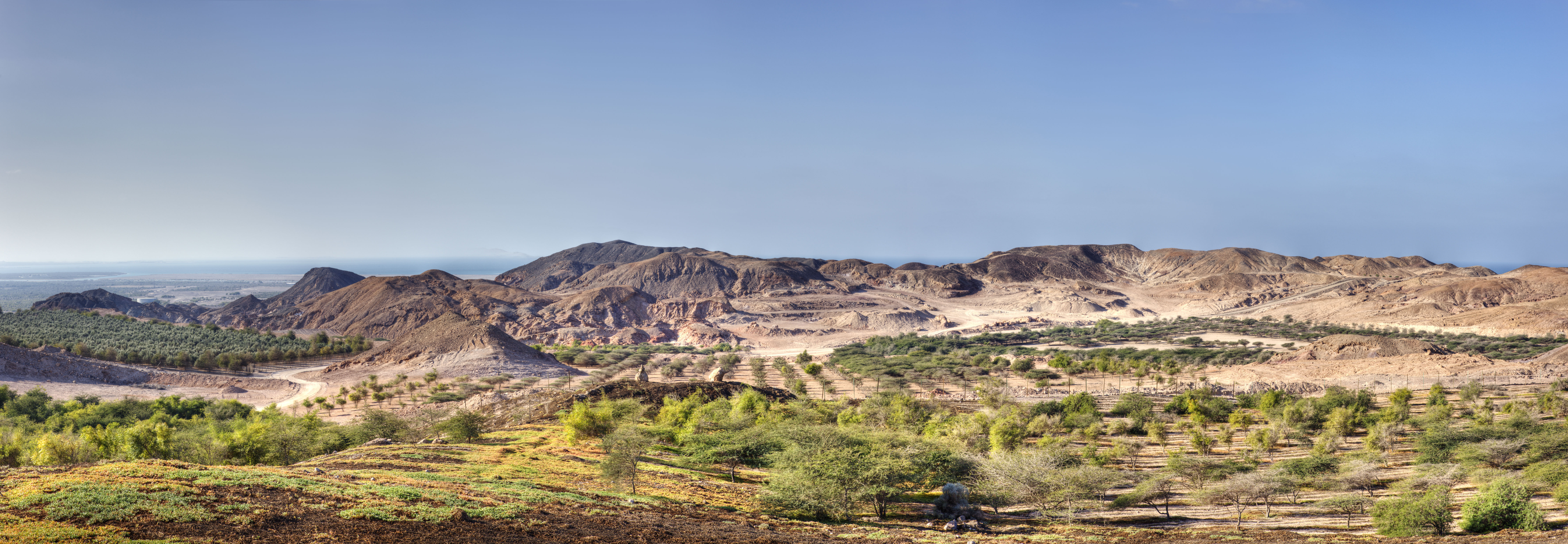
Teilansicht der Insel

Ursprünglich war geplant, auf dieser nur landwirtschaftlich genutzten Insel ein Tourismus-Resort aufzubauen, dazu wurden bereits ein Flugplatz und erste Hotelanlagen errichtet. Die erste Ausgrabungskampagne von 1993 bis 1996 ging auf eine Initiative von Scheich Zayid bin Sultan Al Nahyan zurück, dem Gründer der Vereinigten Arabischen Emirate.
Nach einer längeren Unterbrechung ordnete im Jahr 2009 Kronprinz Muhammad bin Zayid Al Nahyan die Wiederaufnahme der Grabungsarbeiten an. Man hofft nun mit der teilweisen Freilegung und Restaurierung der Klosterreste eine zusätzliche touristische Sehenswürdigkeit auf der Insel anbieten zu können. Das Klostergelände wurde im Dezember 2010 erstmals der Öffentlichkeit vorgestellt.